# Süly

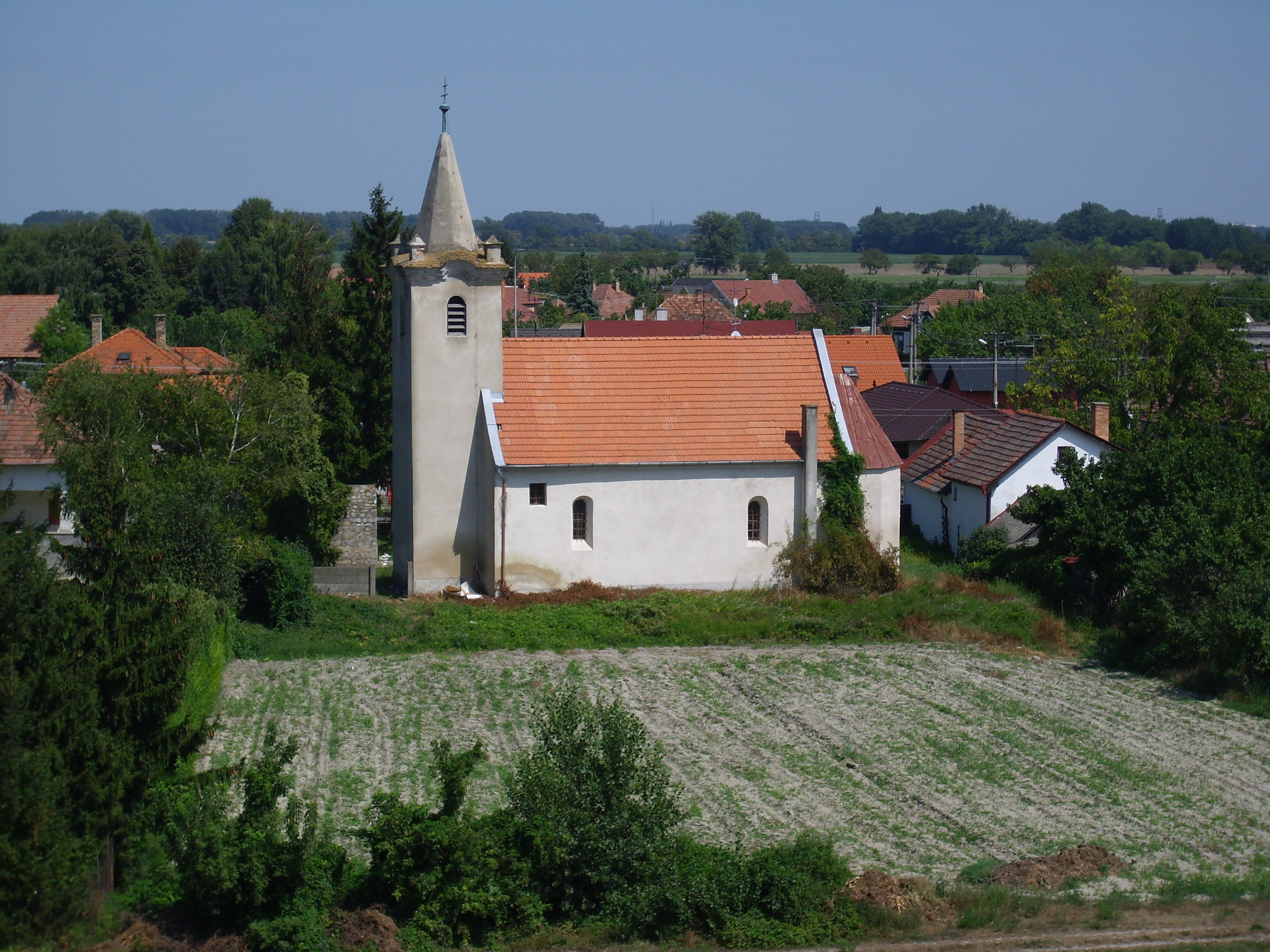
Sülyi katolikus templom

Süly (szlovákul Šuľany) Felbár településrésze, korábban önálló falu Szlovákiában a Nagyszombati kerületben a Dunaszerdahelyi járásban.

## Fekvése
Dunaszerdahelytől 15 km-re délnyugatra a Duna mentén.

## Története
1237-ben "Seul" alakban említik először, ekkor a pozsonyi vár tartozéka volt. 1445-ben Temesközi Bálint pozsonyi várkapitány szerezte meg, majd a Bittó és a Hideghéthy család birtoka.
A településnek egykor várkastélya is volt, amely később kolostor lett. Épületrészei ma is láthatók.
Az 1553. évi összeírásban Bávonyi és Angyal családok 4-4 portával szerepelnek, de később a Sülyi család is a falu birtokosa. A 17. században a Maholányiak a falu fő birtokosai. 1737-ben özv. Maholányi Tamásné a birtokot átengedi Unger Sámelnek, ezután a Zichy családé, majd pedig az Ullmann család birtoka. 1828-ban 24 házában 251 lakos élt. A 20. század elején özv. Batthyány Józsefné a fő birtokosa.
Vályi András szerint "SÜLL. Magyar falu Pozsony Várm. földes Ura Gr. Zichy Uraság, lakosai katolikusok, fekszik Fel Bárhoz nem meszsze, mellynek filiája; határja 1 nyomásbéli leginkább rozsot, és kétszeres búzát terem, legelője kevés, réttye, és erdeje a’ két Dunán túl van, melly határját mossa, ’s nehéz rajta az által-járás; piatza Samarján van."
Fényes Elek szerint "Sülly, magyar falu, Poson vgyében, Vajkához 3/4 órányira, közel az öreg Dunához, 235 kath. lak. Szántóföldje nem sok, de jó; fája, legelője a Duna szigeteiben bőséggel. Gyümölcse sok; nevezetes az uraság nagy és szép gyümölcsöse a Duna egyik szigetében. Örökös F. u. gr. Zichy Ferraris, de most Ullman birja. Ut. p. Somorja.
" 
Pozsony vármegye monográfiája szerint "Süly, dunamenti kisközség, 33 házzal és 250 róm. kath. vallású magyar lakossal. Első írott nyomára 1237-ben találunk. 1423-ban Poss. regalis Seul jelzővel a pozsonyi vár tartozékaként szerepel. 1445-ben Temesközy Bálint pozsonyi kapitány az ura. Az 1553-iki összeírásban Bávonyi Mihály és Angyal Márton 4–4 portája szerepel. Idő folytán a Maholányiak lettek az urai és 1737-ben özv. Maholányi Tamásné itteni birtokát Unger Sámuelnek engedi át. Később a Zichyeké és azután a szitányi Ullmann családé lett. Jelenleg özv. Batthyány Józsefnénak van itt nagyobb birtoka és magtárrá átalakított nagy épülete, mely hajdan várkastély volt, de ennek építtetője ismeretlen. Egyháza ősrégi, s hajdan szerzetes-kolostor is volt itt az említett várkastélyban. Most nincs temploma. A községnek postája Felbár, távírója Bős."
1910-ben 276, túlnyomórészt magyar lakosa volt. A trianoni békeszerződésig Pozsony vármegye Dunaszerdahelyi járásához tartozott.
A községet a trianoni határ kettévágta, 1921-ben részben e község Magyarországon maradt részeiből alakult Cikolasziget, mely ma Dunasziget része.

## Nevezetességei
- Szent Anna temploma gótikus stílusban épült a 14. század első felében, a 17. században barokk stílusban átalakították.
- Az egykori várkastély falmaradványai. Eredetileg a 17. században épült késő reneszánsz stílusban, később kolostor, majd gabonatároló lett.

## Képtár

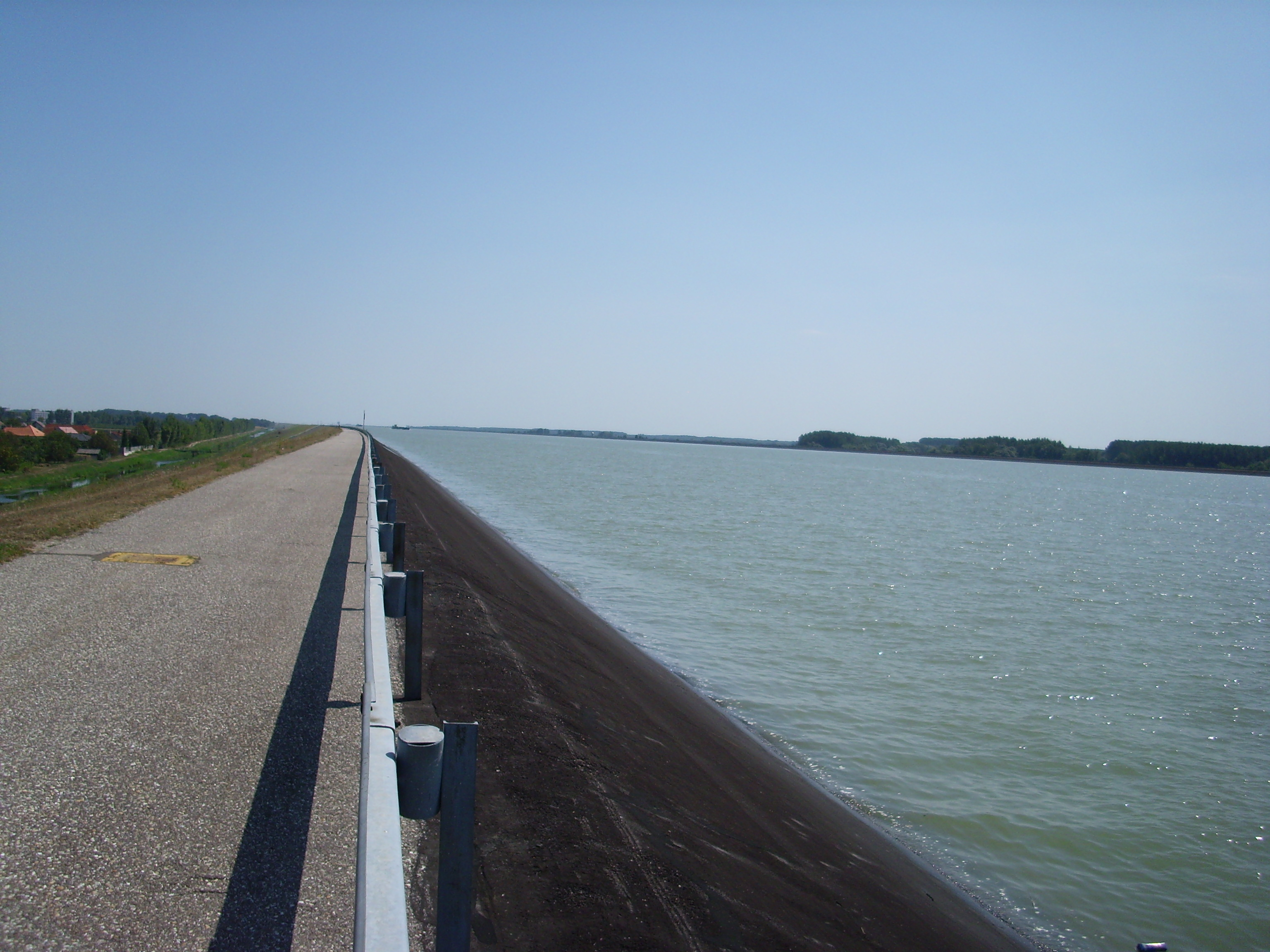
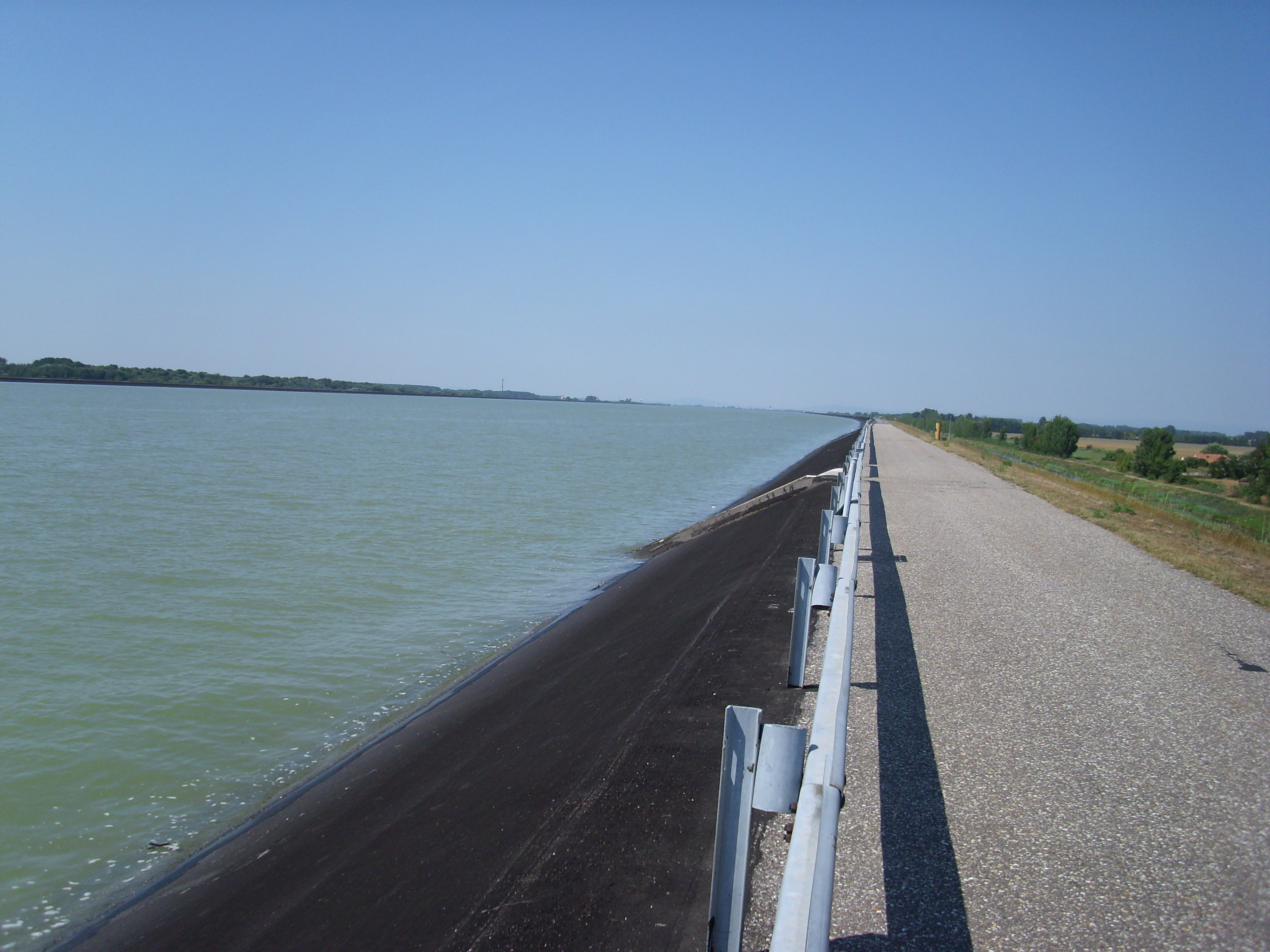
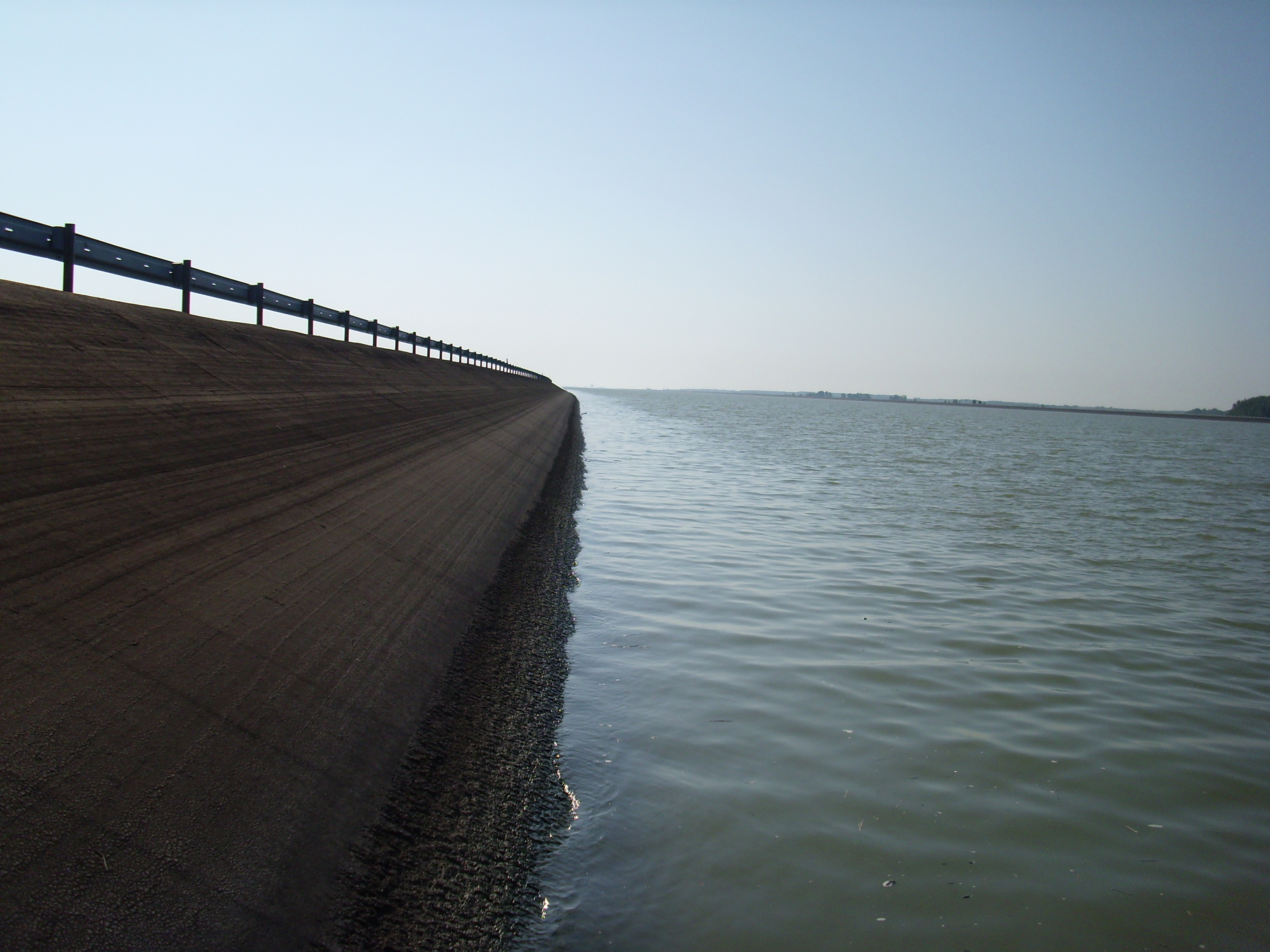
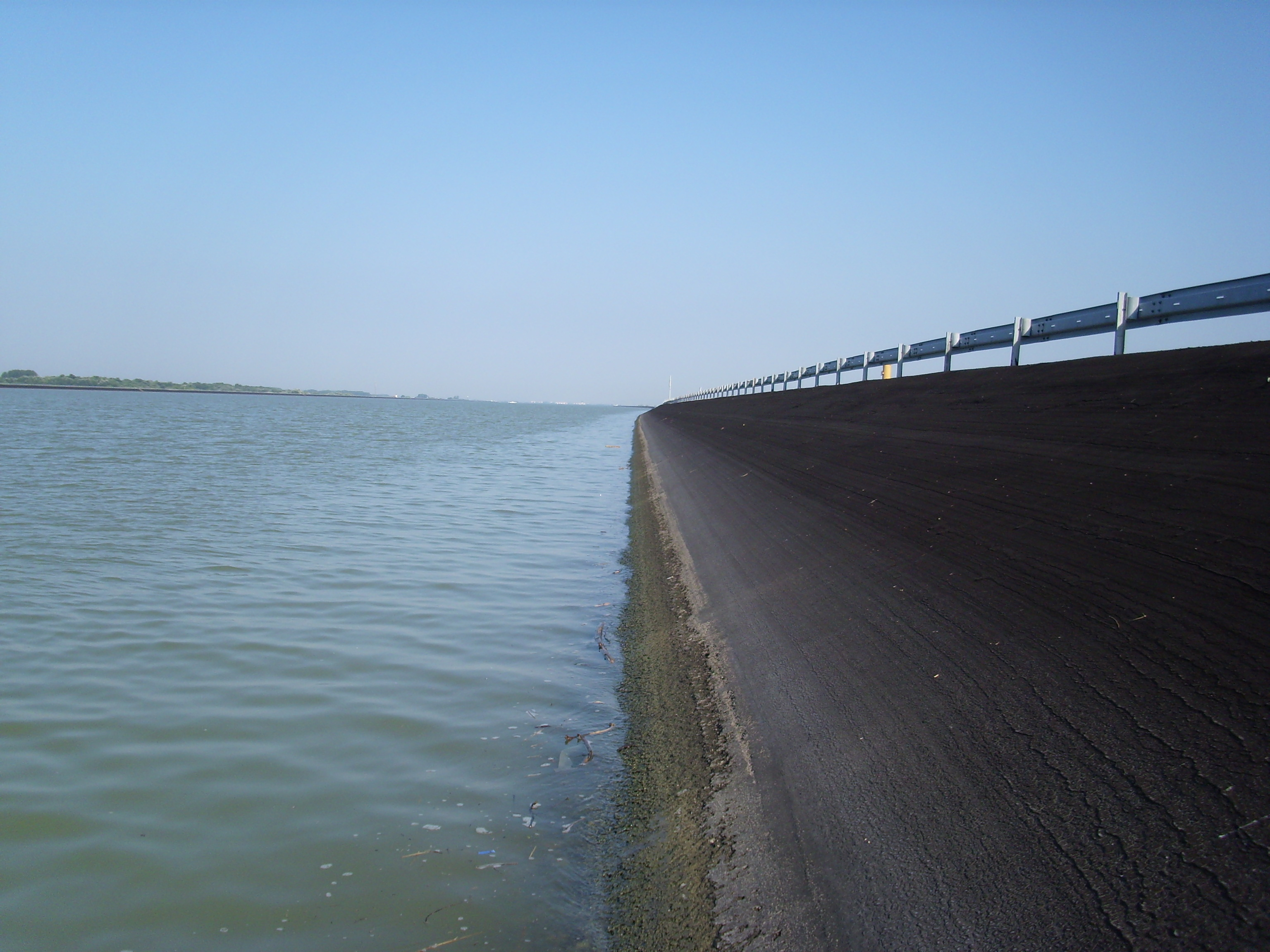
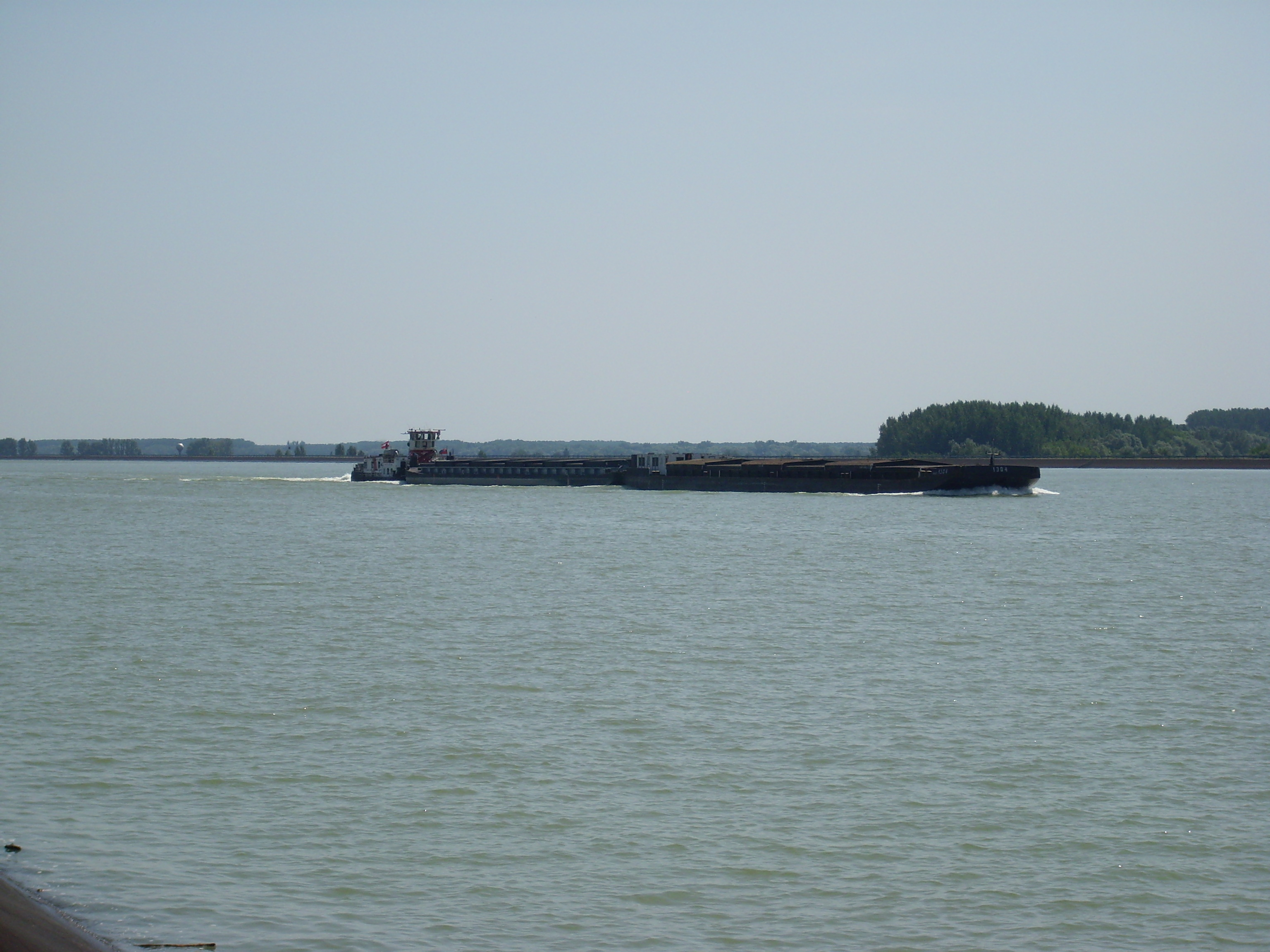
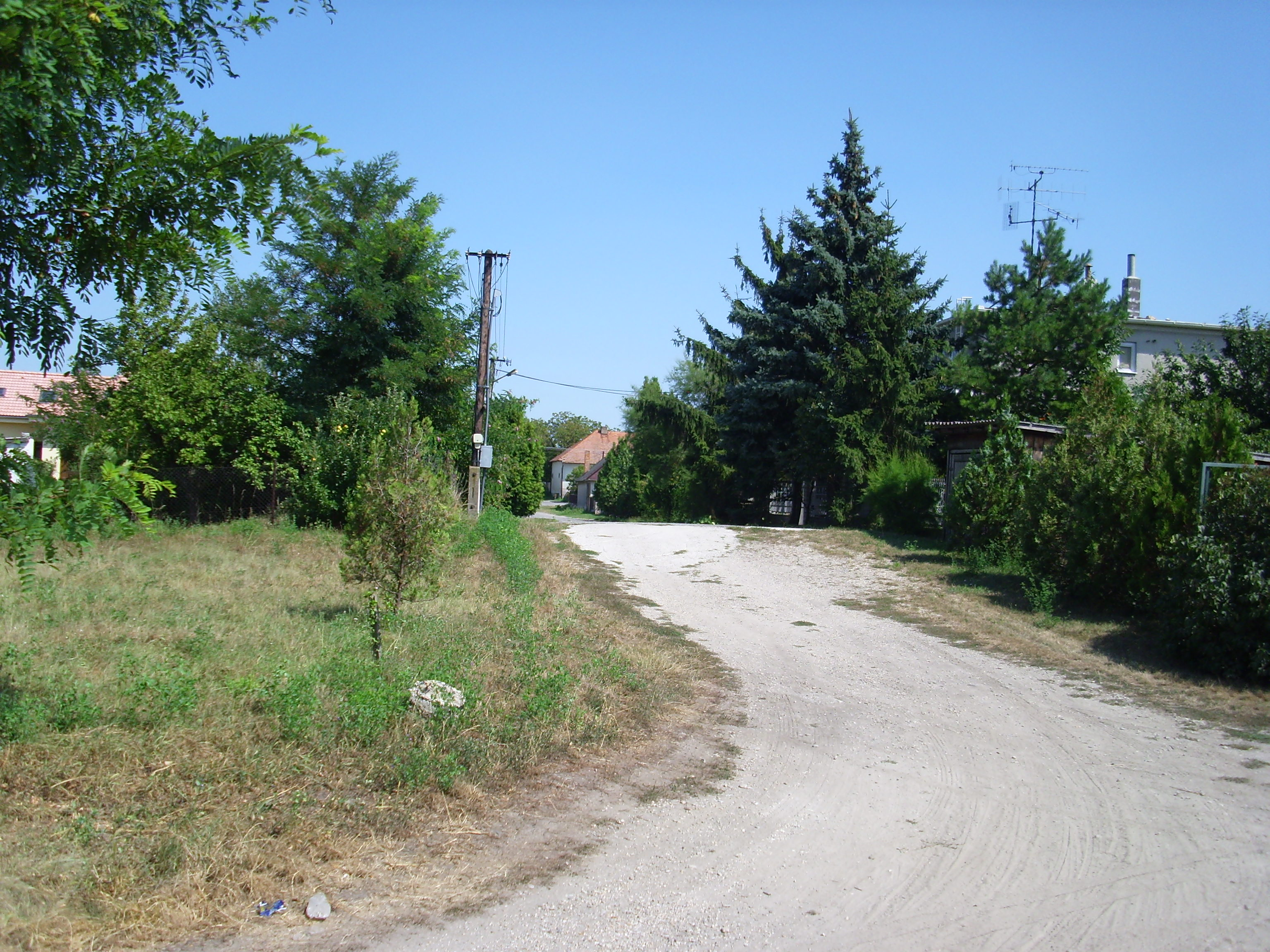
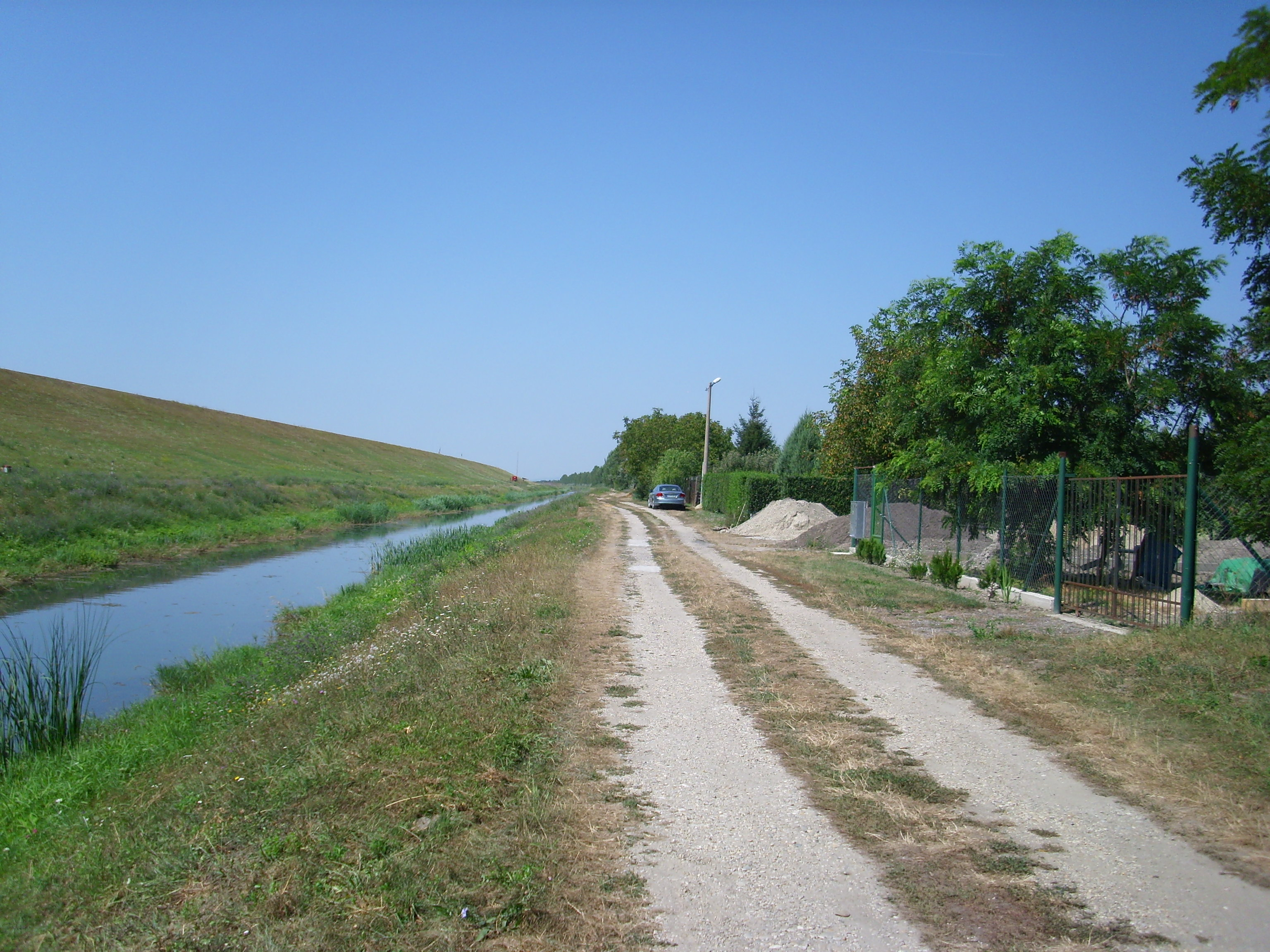
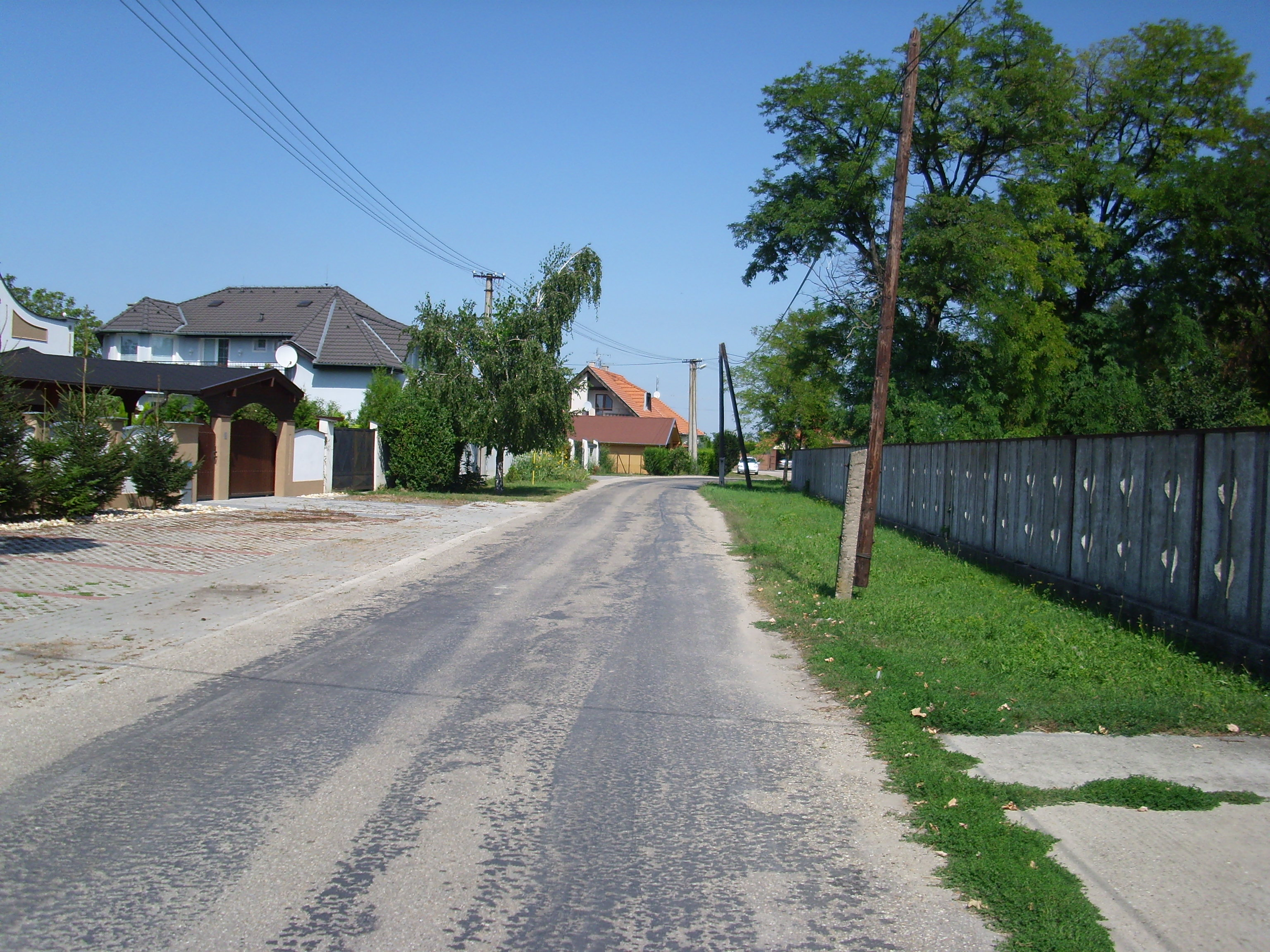
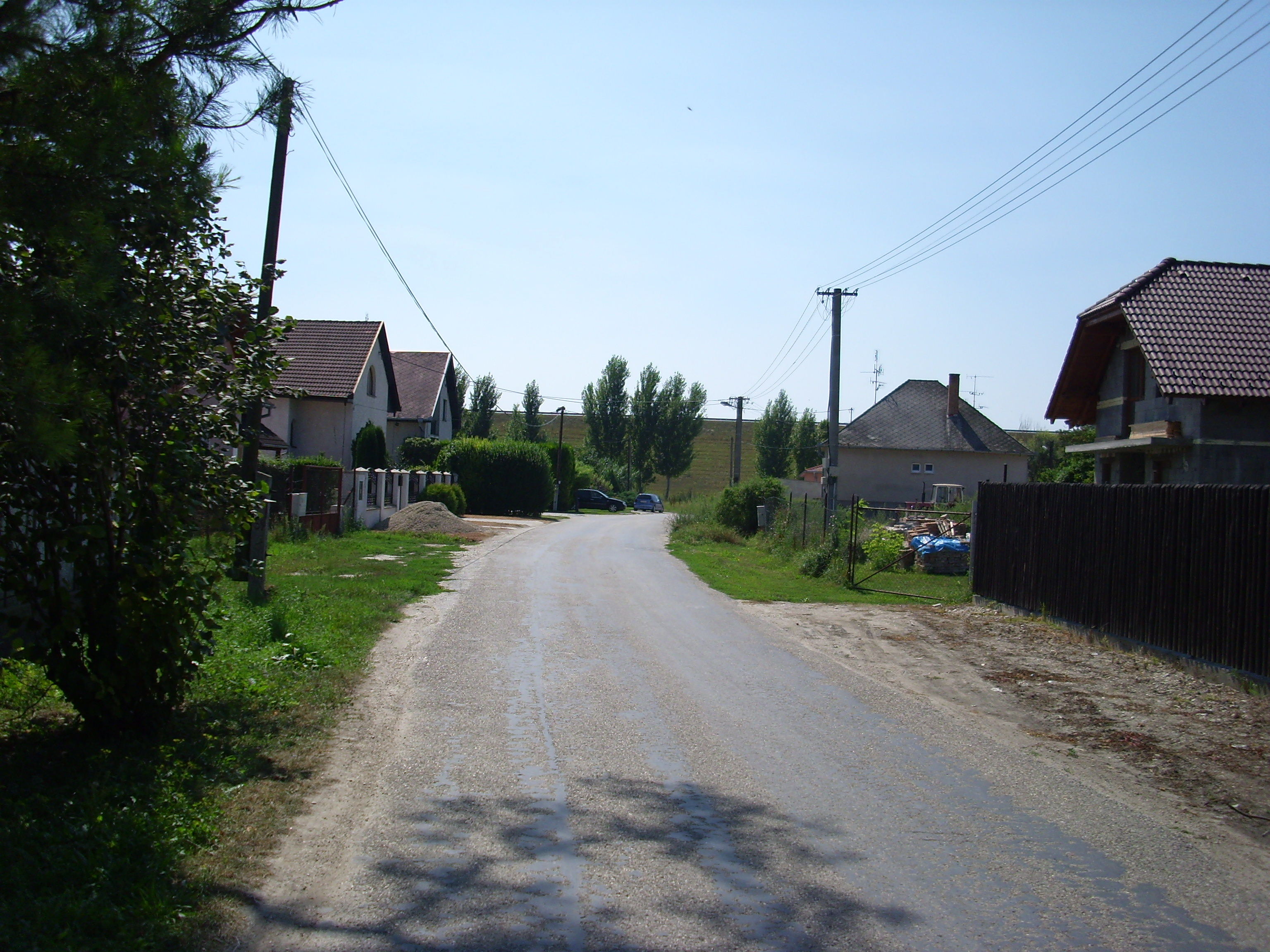
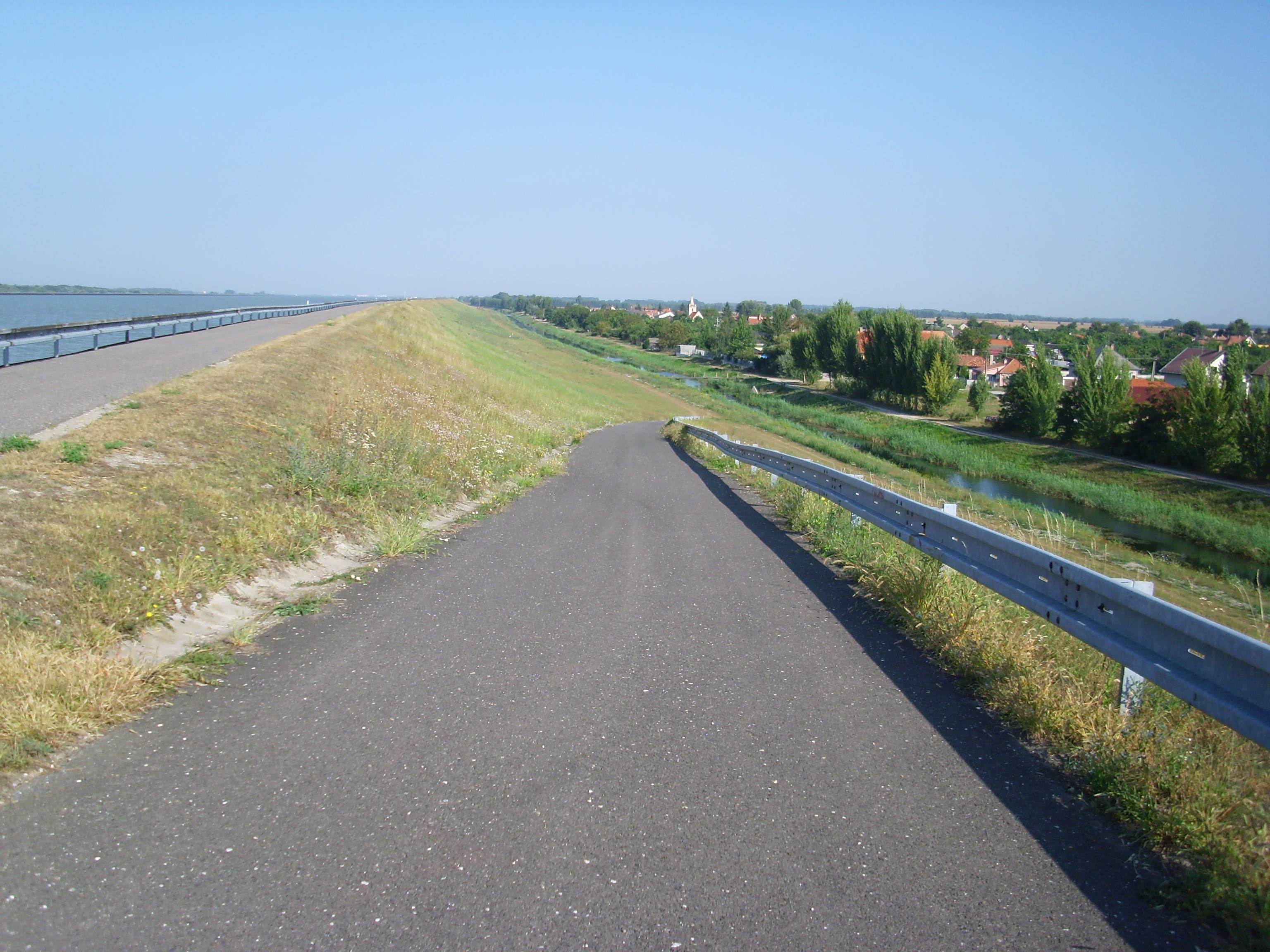
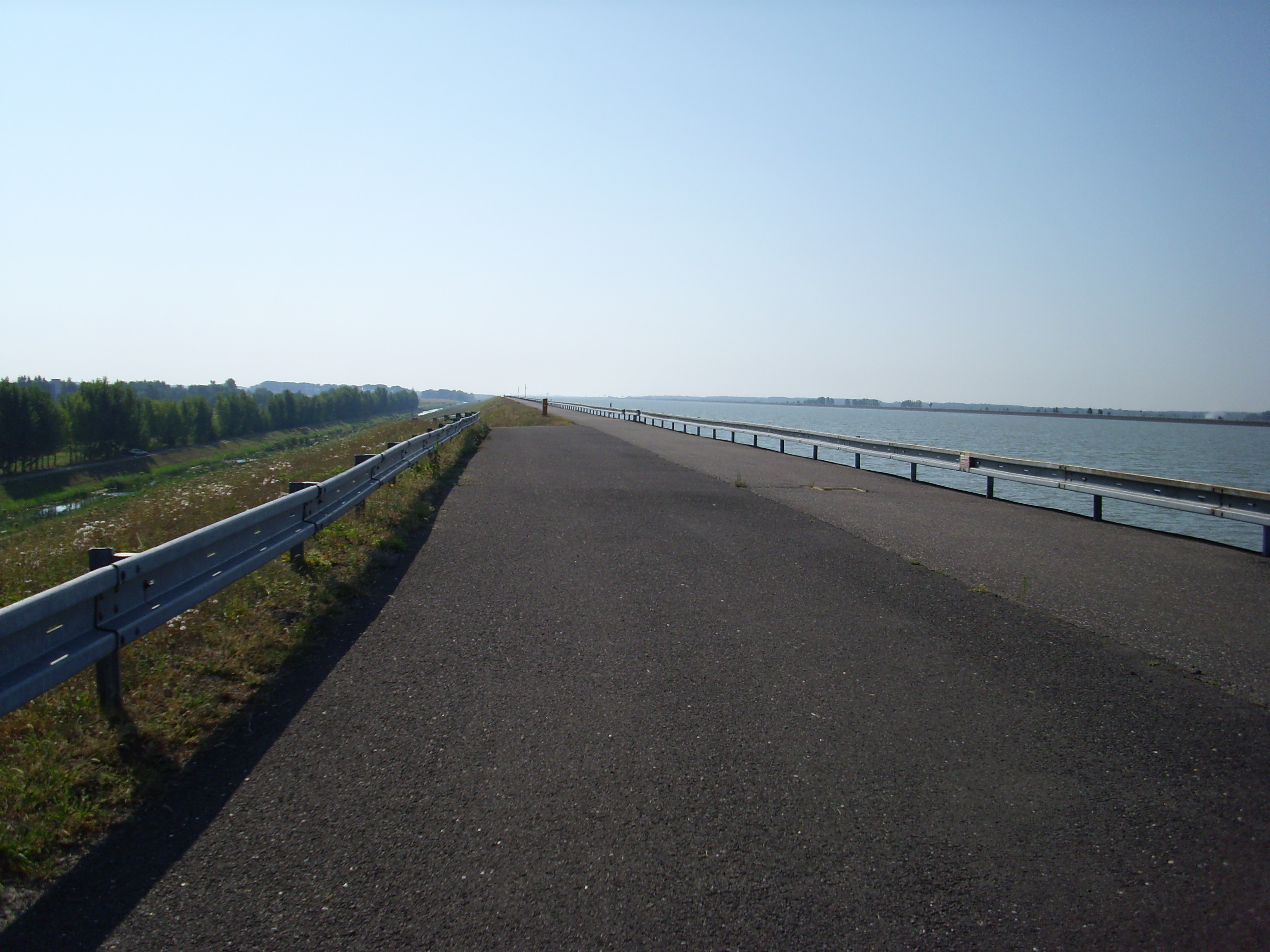
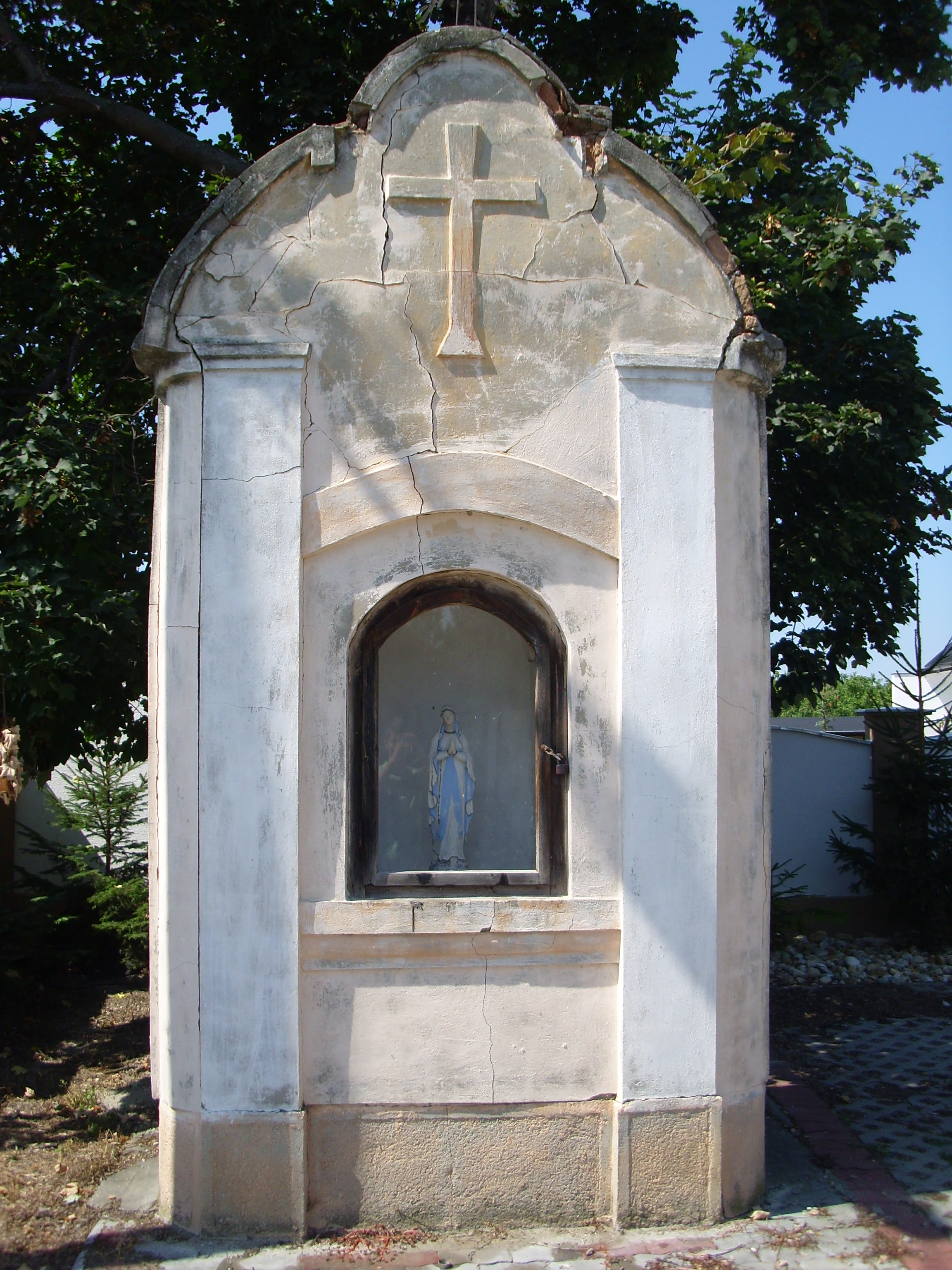
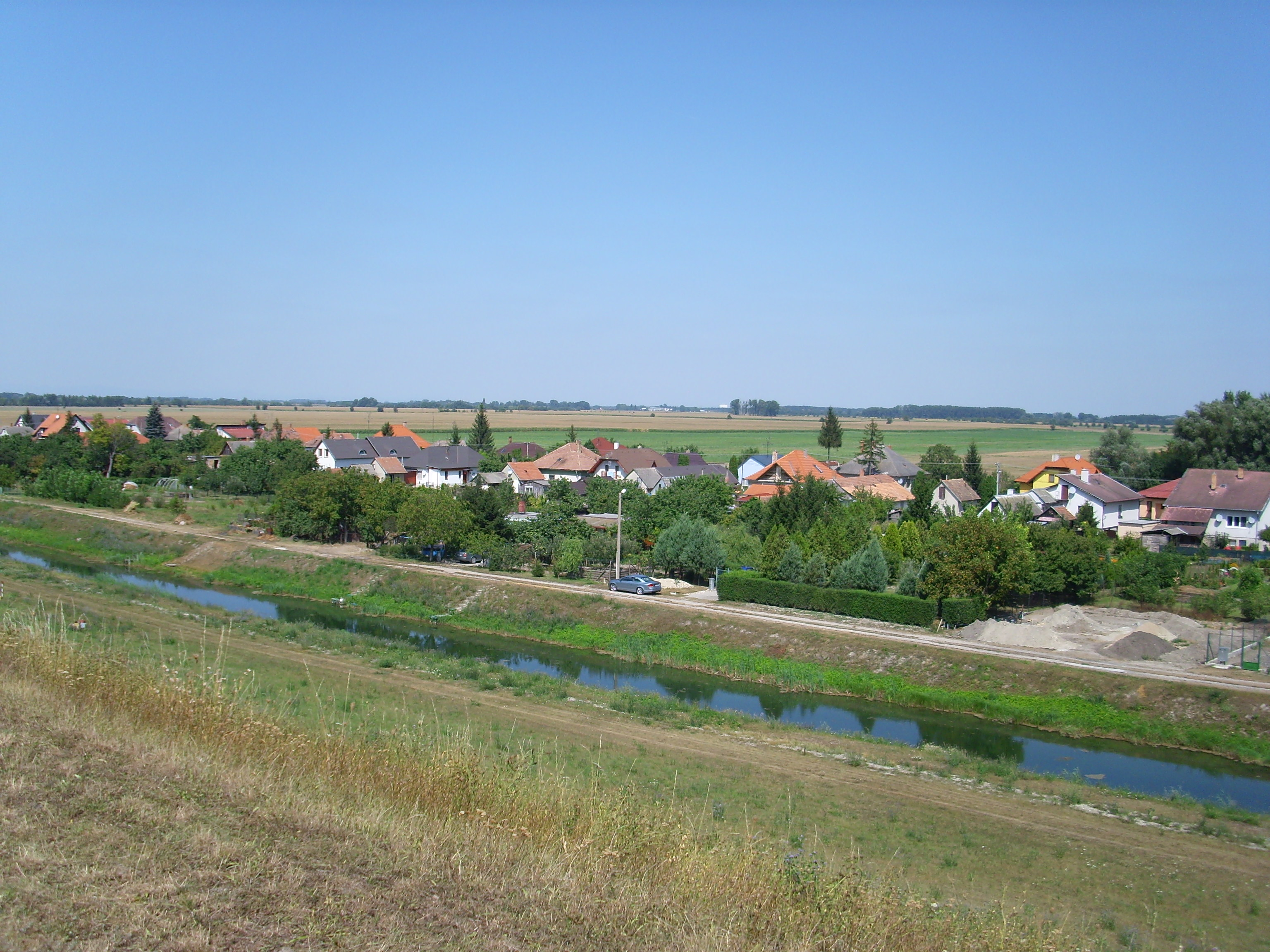
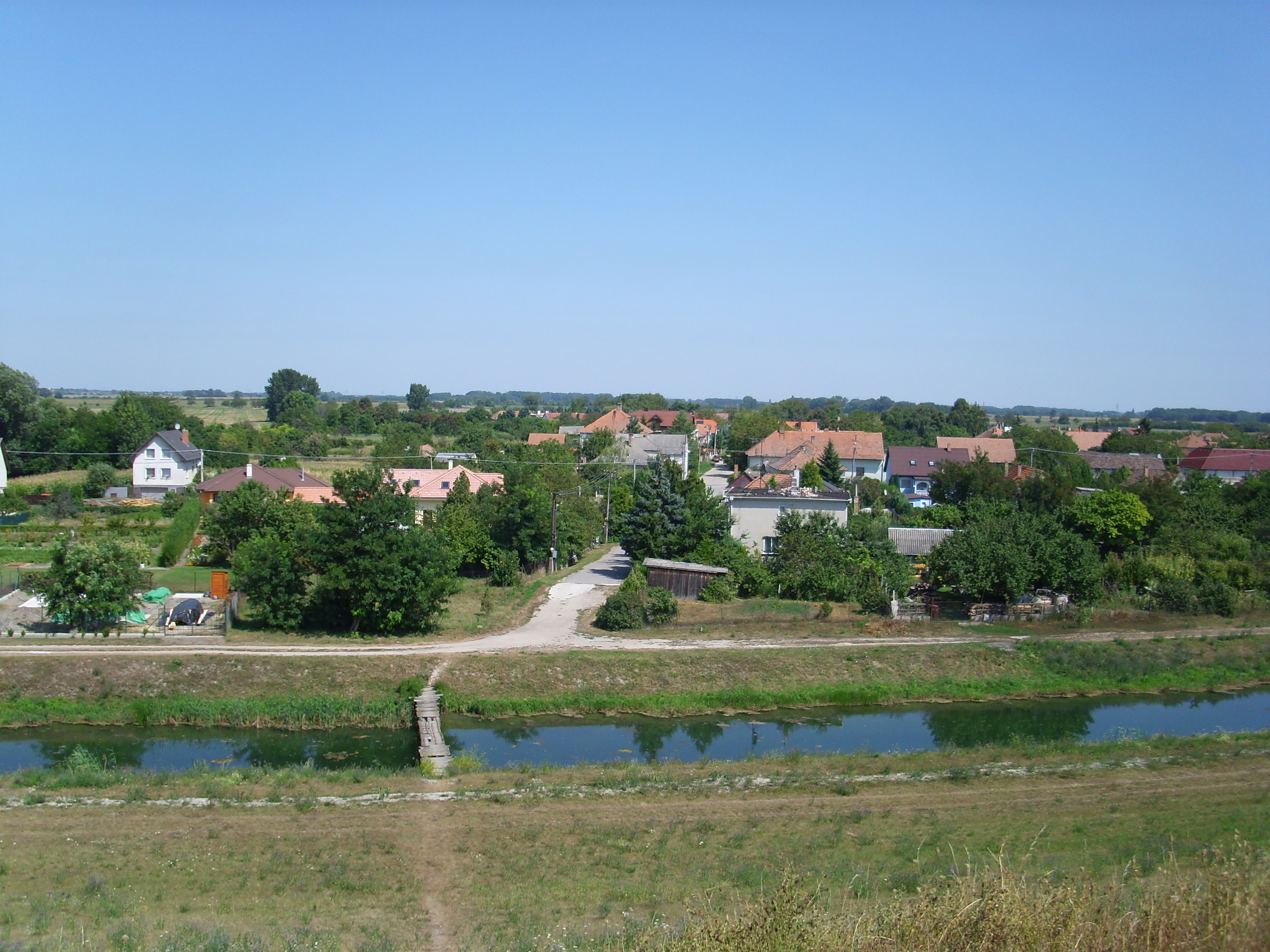
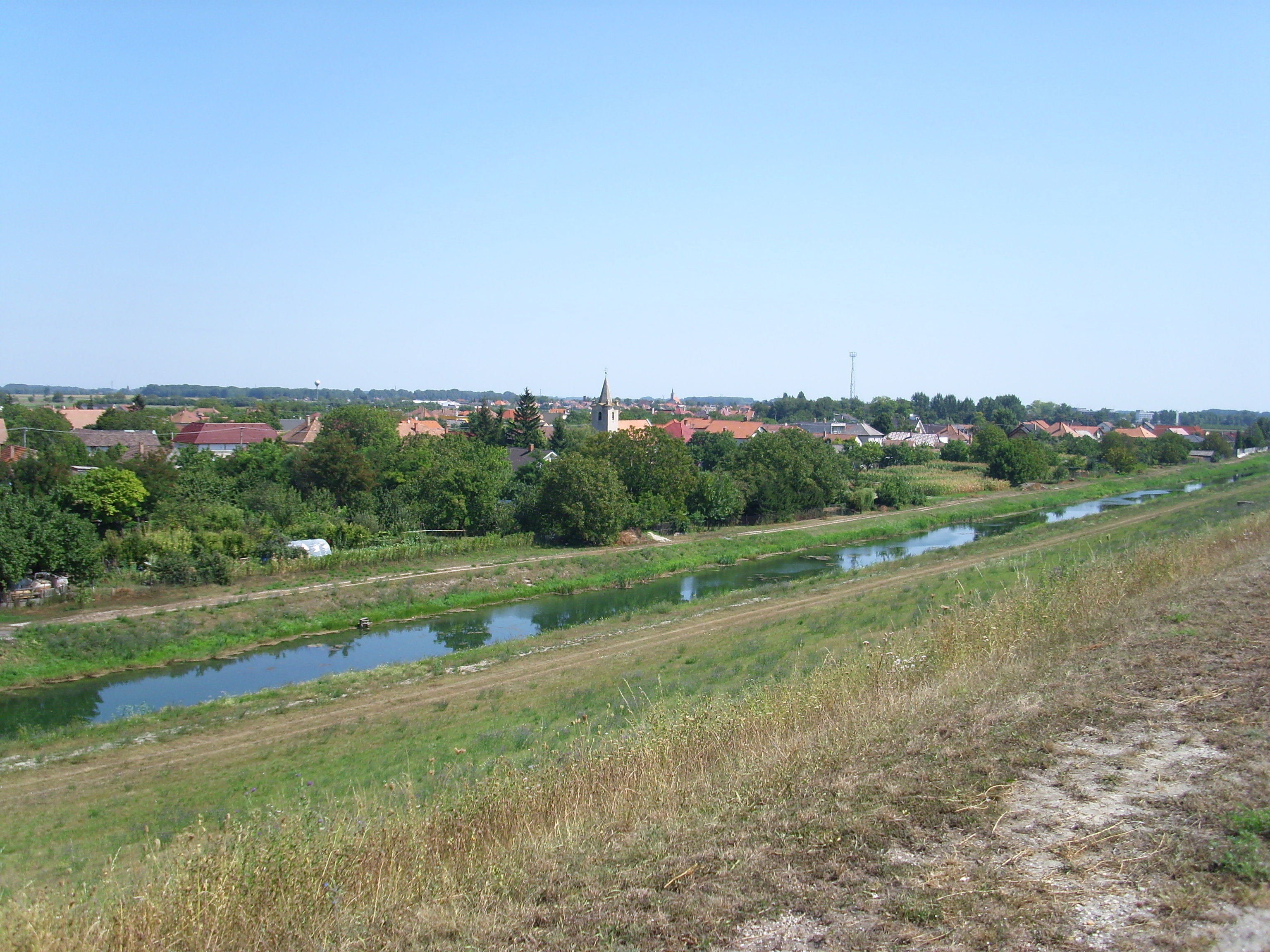
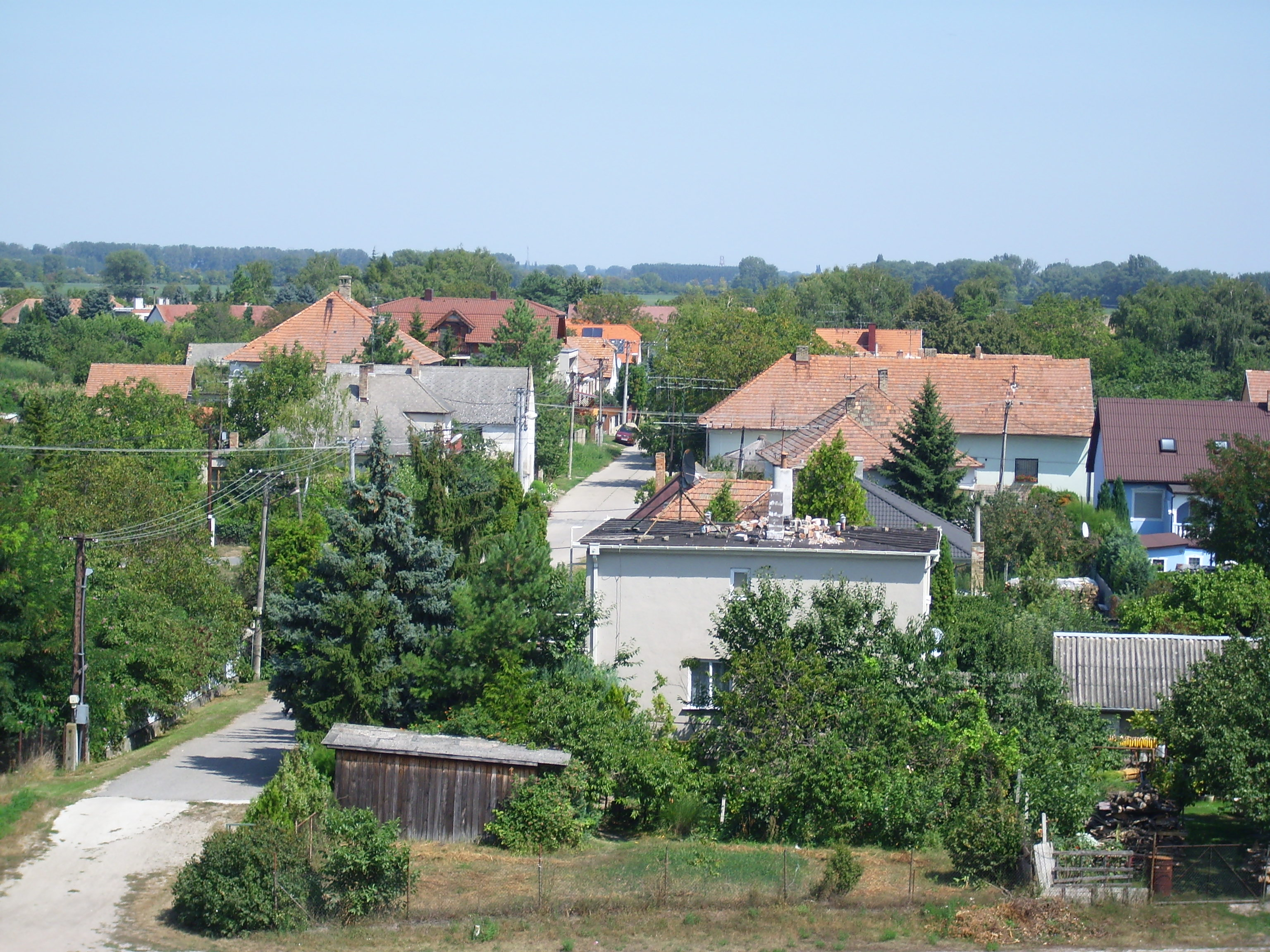
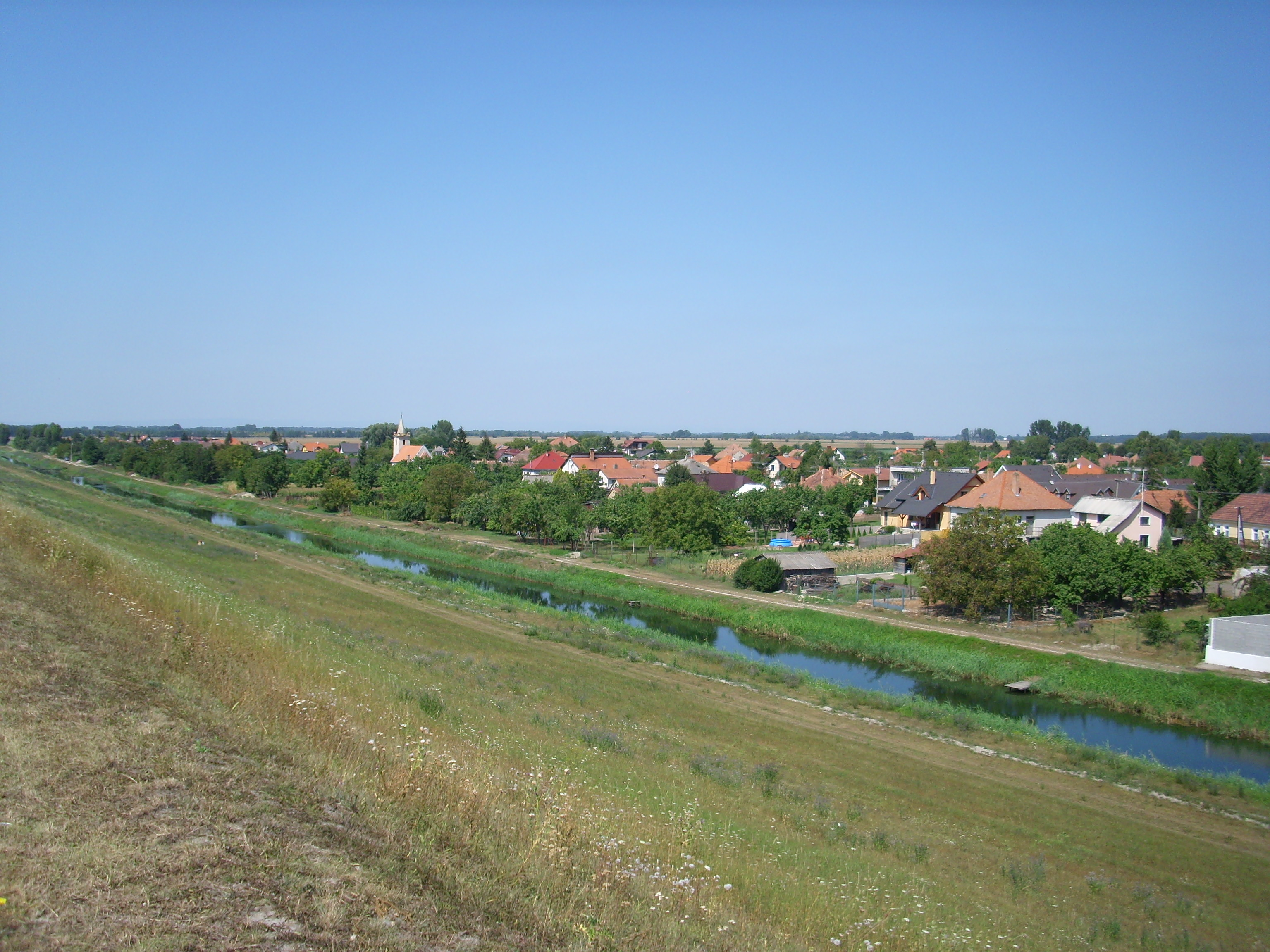
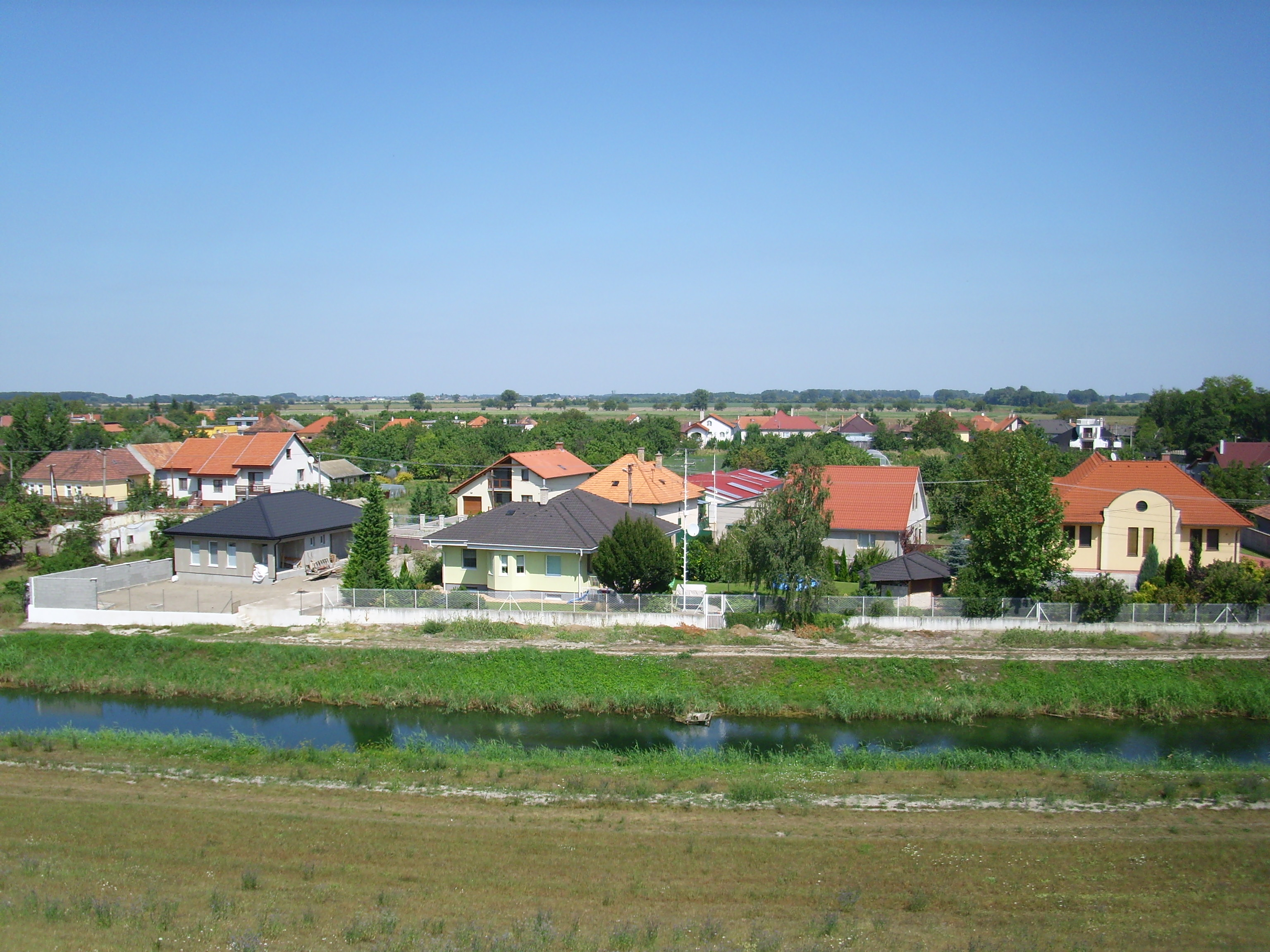
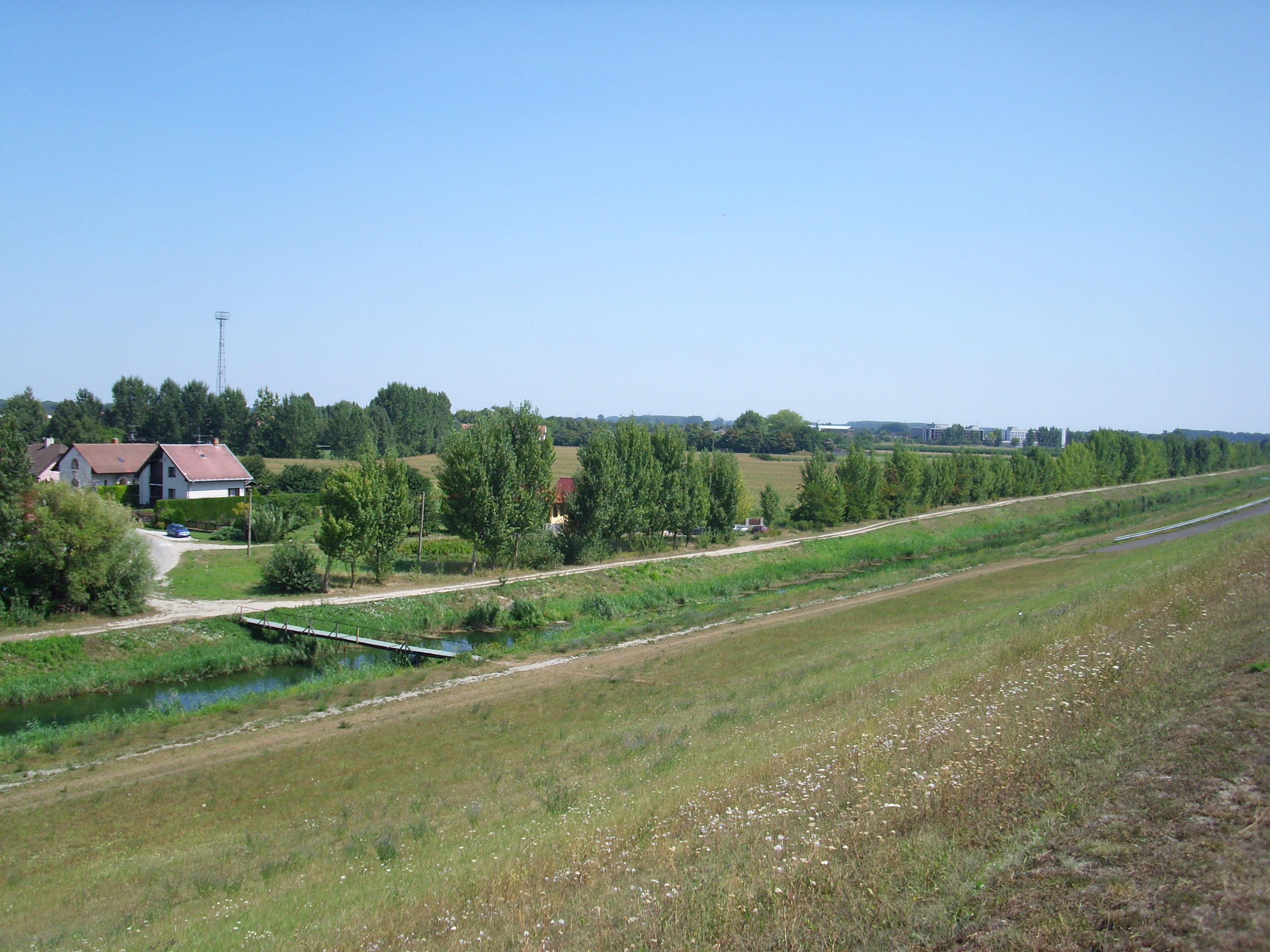
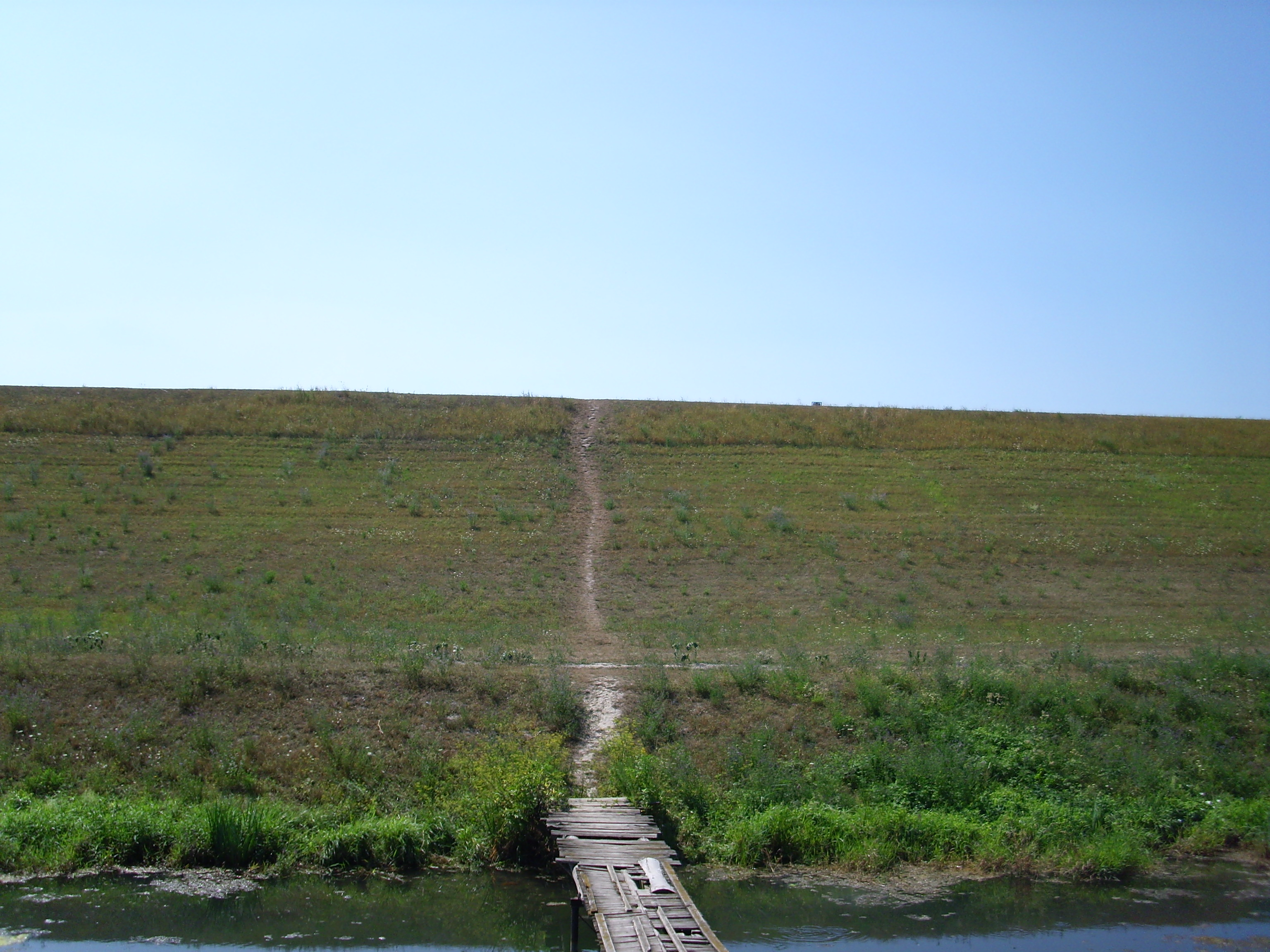

## Külső hivatkozások
- E-obce.sk Archiválva 2009. szeptember 30-i dátummal a Wayback Machine-ben
- Süly Szlovákia térképén